# Estadio Florencio Sola
Das Estadio Florencio Sola ist ein Fußballstadion in der Stadt Banfield (Provinz Buenos Aires) in Argentinien. Das städtische Stadion ist die Heimstätte des Fußballvereins CA Banfield. Zu Ehren wurde es nach dem Vereinspräsidenten Don Florencio "Lencho" Sola benannt. Das Stadion verfügt über eine Kapazität von 34.901 Plätze.
Die Sportstätte wurde am 6. Oktober 1940 mit dem Freundschaftsspiel zwischen dem Heimteam CA Banfield und CA Independiente eröffnet. Die Gäste gewann die Partie mit 1:0, den einzigen Treffer erzielte der Paraguayer Arsenio Erico.

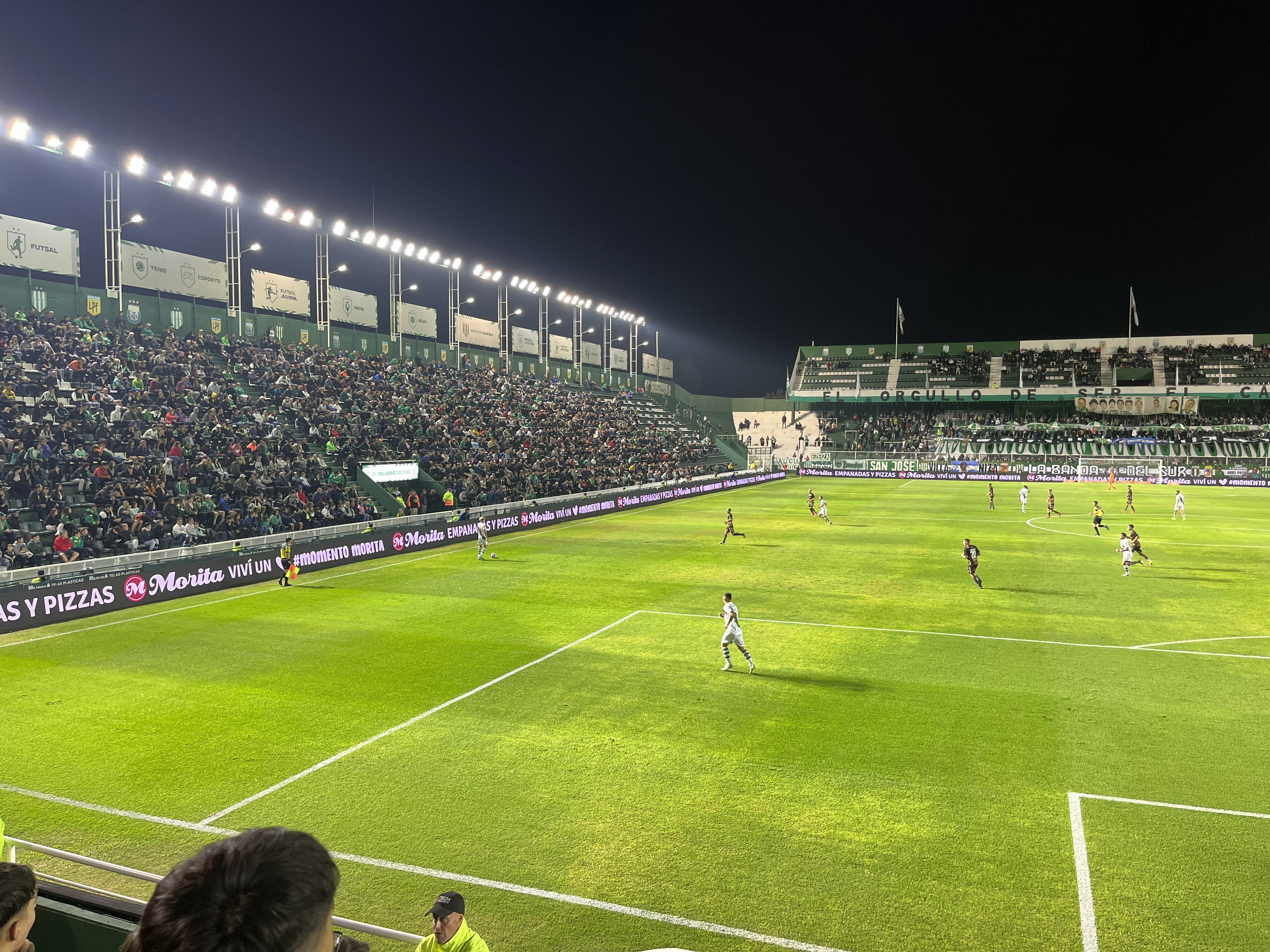
Das Estadio Florencio Sola während eines Ligaspiels zwischen Banfield und Platense im Fürhling 2023

Im Jahr 2006 wurde das Stadion teilweise renoviert. Die Sportstätte verfügt über vier Team-Räume, zwei Turnhallen, 32 Kabinen für Journalismus und mehrere Verwaltungsbüros.